# 青蛤
環文蛤（學名：Cyclina sinensis），又名赤喙仔、赤嘴蛤、海蜆、青蛤、蛼螯（平話字：chiă-ngò̤）、鐵蛤、黑蛤、牛眼蛤，是簾蛤目簾蛤科青蛤属的一種，主要分佈於東亞沿海地帶（包括台灣、中國大陸黃渤海岸、韓國和南海），常栖息在河口或的砂泥质的浅水区，水深则大约在四至五米深。
其种加词“sinensis”意为“中华的”。

## 外部連結
- 蛤殼 中藥材圖像數據庫  (香港浸會大學中醫藥學院) （中文）（英文）